# تریامسینولون
تریامسینولون (به انگلیسی: Triamcinolone)
رده: داروهای کورتیکواستروئید.
اشکال دارویی: آمپول، پماد و افشانه

## موارد مصرف
تریامسینولون یک ترکیب گلوکوکورتیکوئید صناعی است که به دلیل آثار ضدالتهابی در بیماریهای مختلفی مانند اگزما، آلرژی، لوپوس، پسوریازیس، آلوپسی، آسم و آرتریت خودایمنی استفاده می‌شود.

## مکانیسم اثر
تریامسینولون با تاثیر بر رونویسی DNA در هسته ویا با اثر بر رسپتور های غشایی مانند سایر گلوکوکور تیکوئیدها عمل می‌کند. این داروها با مهار آزادسازی فسفولیپیدها اثرات ضدالتهابی دارد.

## عوارض جانبی
در مصرف موضعی گلودرد، سرفه، آبریزش، آتروفی پوست و... در مصرف سیستمیک سردرد، سرگیجه، افزایش فشارخون، پوکی استخوان و... از عوارض جانبی این دارو هستند.
عوارض جانبی در استفاده از پماد
موضعی: حساسیت مفرط (تاول، سوزش، خارش، پوسته پوسته شدن، خشکی، یا سایر علائم تحریکی که از قبل وجود نداشته است).
سایر عوارض: آکنه یا پوست چرب، افزایش رشد مو به‌خصوص در صورت، افزایش ریزش مو به‌خصوص در پوست سر، خطوط قرمز ارغوانی بر روی بازو، صورت، ساق پا، تنه یا کشاله ران، آتروفی پوست (با مصرف طولانی مدت دارو پوست نازک شده و به راحتی کبود می‌شود).